# Ipixuna do Pará
Ipixuna do Pará là một đô thị thuộc bang Pará, Brasil. Đô thị này có diện tích 5216,948 km², dân số năm 2007 là 39367 người, mật độ 7,55 người/km².